# Maria Babicka-Zachertowa

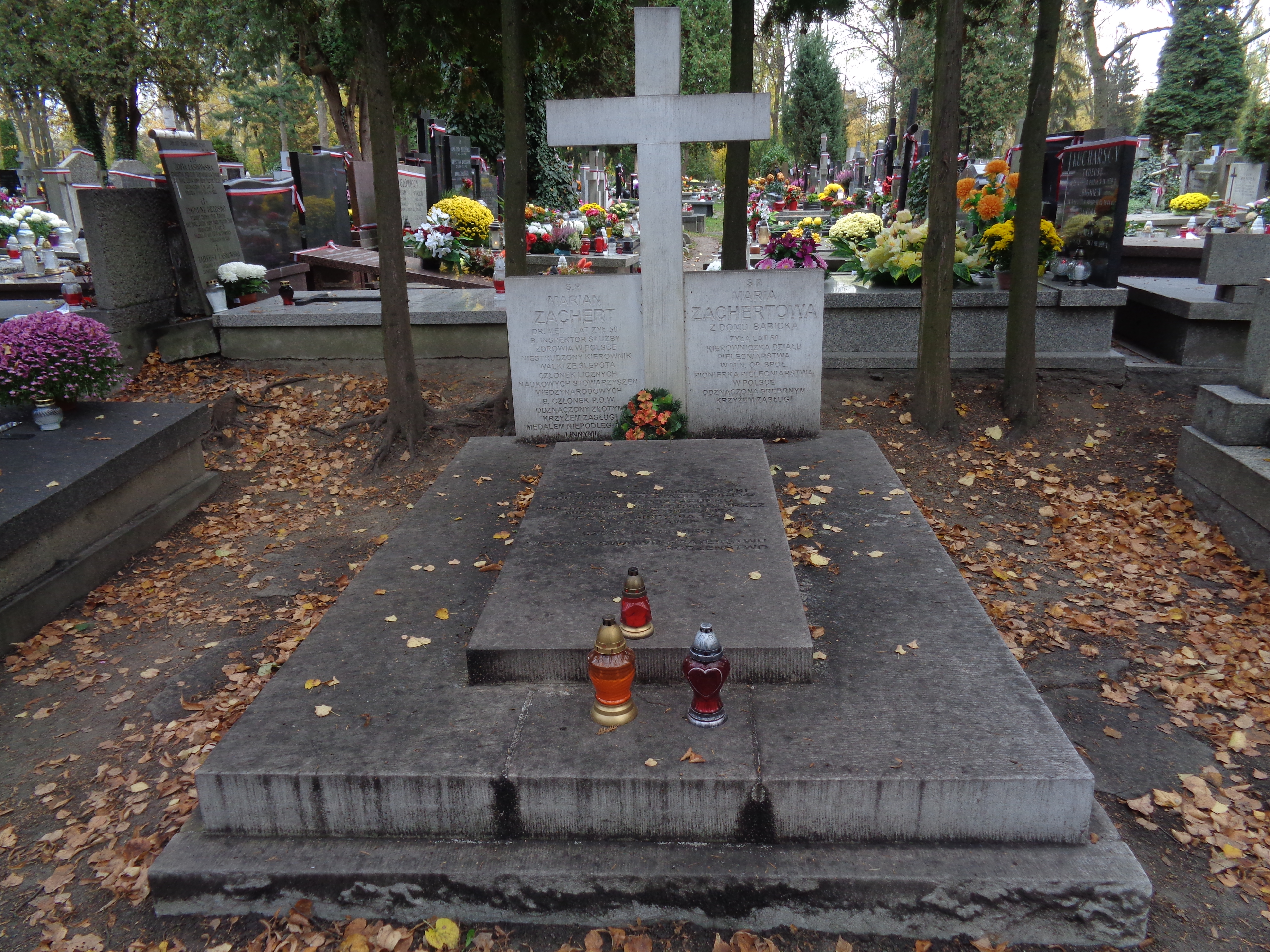
Grób Mariana Zacherta i Marii Babickiej-Zachert na Cmentarzu Wojskowym na Powązkach

Maria Babicka-Zachertowa (ur. w 1893 w Łodzi, zm. 7 sierpnia 1944 w Warszawie) – polska pielęgniarka, prezes Polskiego Stowarzyszenia Pielęgniarek Zawodowych, członek ZWZ-AK.

## Życiorys
Maria Babicka-Zachertowa z domu Babicka była córką Zenona (magister farmacji) i Marii z Osińskich (nauczycielka). Zamieszkała w Warszawie, a jej mężem był dr med. Marian Zachert. Ukończyła w 1911 Gimnazjum J. Kowalczykówny i J. Jawurkówny, a następnie dwuletnie kursy pedagogiczne L. Rudzkiej. Później pracowała jako nauczycielka. Podczas I wojny światowej na Dworcu Głównym Kolei Warszawsko-Wiedeńskiej była sanitariuszką, a w 1918 w pociągu sanitarnym. Przeniesiona została w 1919 do Wydziału Sanitarnego Sztabu Generalnego, a następnie pracowała w Szpitalu Ujazdowskim. Mianowana przełożoną pielęgniarek w poradni przeciwgruźliczej po ukończeniu Warszawskiej Szkoły Pielęgniarstwa. Uzyskawszy w 1925 stypendium szkoleniowe odbyła praktyki w Kanadzie i USA. Pracowała po powrocie w Departamencie Służby Zdrowia Ministerstwa Spraw Wewnętrznych, a następnie była pierwszą pielęgniarką zatrudnioną w Ministerstwie Zdrowia i Opieki Społecznej. W 1935 była współtwórczynią ustawy o pielęgniarstwie, a w czasie II wojny światowej pracowała w Szpitalu Dzieciątka Jezus. Od 1940 w konspiracji w ZWZ-AK. Szkoliła sanitariuszki oraz z mężem ukrywała wydobytych z getta Żydów. Czynnie pomagała uczestnikom walki podziemnej, a jej mieszkanie było ośrodkiem konspiracji. Współpracowała z Komitetem Porozumiewawczym Lekarzy Demokratów i Socjalistów. Podczas powstania warszawskiego wraz z mężem została rozstrzelana. 
Obydwoje spoczywają w Alei Zasłużonych Cmentarza Wojskowego na Powązkach (23A-tuje-6/7).

## Ordery i odznaczenia
- Medal Florence Nightingale – pośmiertnie w 1947